# 皱叶粗枝藓
皱叶粗枝藓（学名：Gollania ruginosa）为灰藓科粗枝藓属下的一个种。